# Una bella governante di colore
Una bella governante di colore è un film di genere commedia all'italiana del 1976 diretto da Luigi Russo con Ines Pellegrini, Renzo Montagnani, Gianfranco D'Angelo e Carlo Delle Piane.
Nel 1978 in Francia il medesimo film fu distribuito con l'aggiunta di due scene pornografiche e con il titolo di Poupées sur canapé.

## Trama
Il figlio di un piccolo industriale ha l'abitudine di mettere incinte tutte le domestiche di casa, fin quando il padre non decide di assumere una domestica brutta. Incarica quindi sua moglie di trovarne una "contro ogni tentazione". La nuova governante è di colore ma molto bella, e il ragazzo tenta subito di portarla a letto con scarsi risultati. Alla fine la ragazza però cede: rimasta incinta, il ragazzo viene obbligato a sposarla dal padre, mentre la madre ha un malore che le procura una paresi e la costringe sulla sedia a rotelle; con l'arrivo della nuova bellissima infermiera assunta per assistere la madre si lascia intendere che il giovanotto continuerà con la sua "abitudine". 